# Daniel Filtsch
Daniel Filtsch (* 10. Dezember 1730 in Hermannstadt, Siebenbürgen; † 24. Dezember 1793 ebenda) war ein evangelischer Stadtpfarrer und Dekan.
Er studierte in Jena bei Joachim Georg Darjes, wurde Lehrer am Hermannstädter Gymnasium, wo er am 9. April 1763 zum Rektor ernannt wurde. 1767 war er wenige Monate städtischer Prediger, darauf Pfarrer in Großau und wurde am 29. Januar 1772 in Hermannstadt zum Stadtpfarrer berufen. 